# Моррисон (тауншип, Миннесота)
Моррисон (англ. Morrison) — тауншип в округе Эйткин, Миннесота, США. На 2000 год его население составило 186 человек.

## География
По данным Бюро переписи населения США площадь тауншипа составляет 95,0 км², из которых 93,2 км² занимает суша, а 1,8 км² — вода (1,91 %).

## Демография
По данным переписи населения 2000 года здесь находились 186 человек, 70 домохозяйств и 52 семьи.  Плотность населения —  2,0 чел./км².  На территории тауншипа расположено 79 построек со средней плотностью 0,8 построек на один квадратный километр. Расовый состав населения: 97,31 % белых, 1,08 % афроамериканцев, 0,54 % коренных американцев и 1,08 % приходится на две или более других рас. Испанцы или латиноамериканцы любой расы составляли 1,08 % от популяции тауншипа.
Из 70 домохозяйств в 30,0 % воспитывались дети до 18 лет, в 65,7 % проживали супружеские пары, в 2,9 % проживали незамужние женщины и в 24,3 % домохозяйств проживали несемейные люди. 20,0 % домохозяйств состояли из одного человека, при том 10,0 % из — одиноких пожилых людей старше 65 лет. Средний размер домохозяйства — 2,66, а семьи — 3,04 человека.
24,2 % населения — младше 18 лет, 4,8 % — в возрасте от 18 до 24 лет, 28,0 % — от 25 до 44, 26,3 % — от 45 до 64, и 16,7 % — старше 65 лет. Средний возраст — 43 года. На каждые 100 женщин приходилось 97,9 мужчин.  На каждые 100 женщин старше 18 приходилось 107,4 мужчин.
Средний годовой доход домохозяйства составлял 25 750 долларов, а средний годовой доход семьи —  27 500 долларов. Средний доход мужчин —  31 875  долларов, в то время как у женщин — 21 250. Доход на душу населения составил 13 984 доллара. За чертой бедности находились 14,3 % семей и 15,4 % всего населения тауншипа, из которых 28,9 % младше 18 и 6,7 % старше 65 лет.